# Anolis sericeus
Anolis sericeus – gatunek jaszczurki z rodziny Anolidae.

## Systematyka
Gatunek zaliczany jest do rodzaju Anolis. Zaliczany bywał też do Norops, obecnie uznawanego za młodszy synonim Anolis. Rodzaj Anolis umieszcza się obecnie w monotypowej rodzinie Anolidae. W przeszłości zaliczano go jednak do rodziny legwanowatych (Iguanidae).

## Rozmieszczenie geograficzne
Gatunek ten żyje w Meksyku, Gwatemali, Kostaryce, Nikaragui i Belize. Występuje od poziomu morza do 1200 m n.p.m.

## Siedlisko
Preferuje tereny otwarte takie jak sawanny, obrzeża lasów czy pastwiska.

## Zagrożenia i ochrona
W Czerwonej księdze gatunków zagrożonych IUCN Anolis sericeus jest klasyfikowany jako gatunek najmniejszej troski (LC, ang. Least Concern).
Jest to gatunek pospolity, a trend liczebności jego populacji oceniany jest jako stabilny.
Występuje w obrębie kilku obszarów chronionych.